# Сёин-дзукури
Сёин-дзукури (яп. 書院造り, «кабинетный стиль») — стиль оформления жилых помещений, особенно комнат японских самураев XV—XVI веков периода Муромати. Происходит от стиля оформления рабочих кабинетов дзэнских монахов.

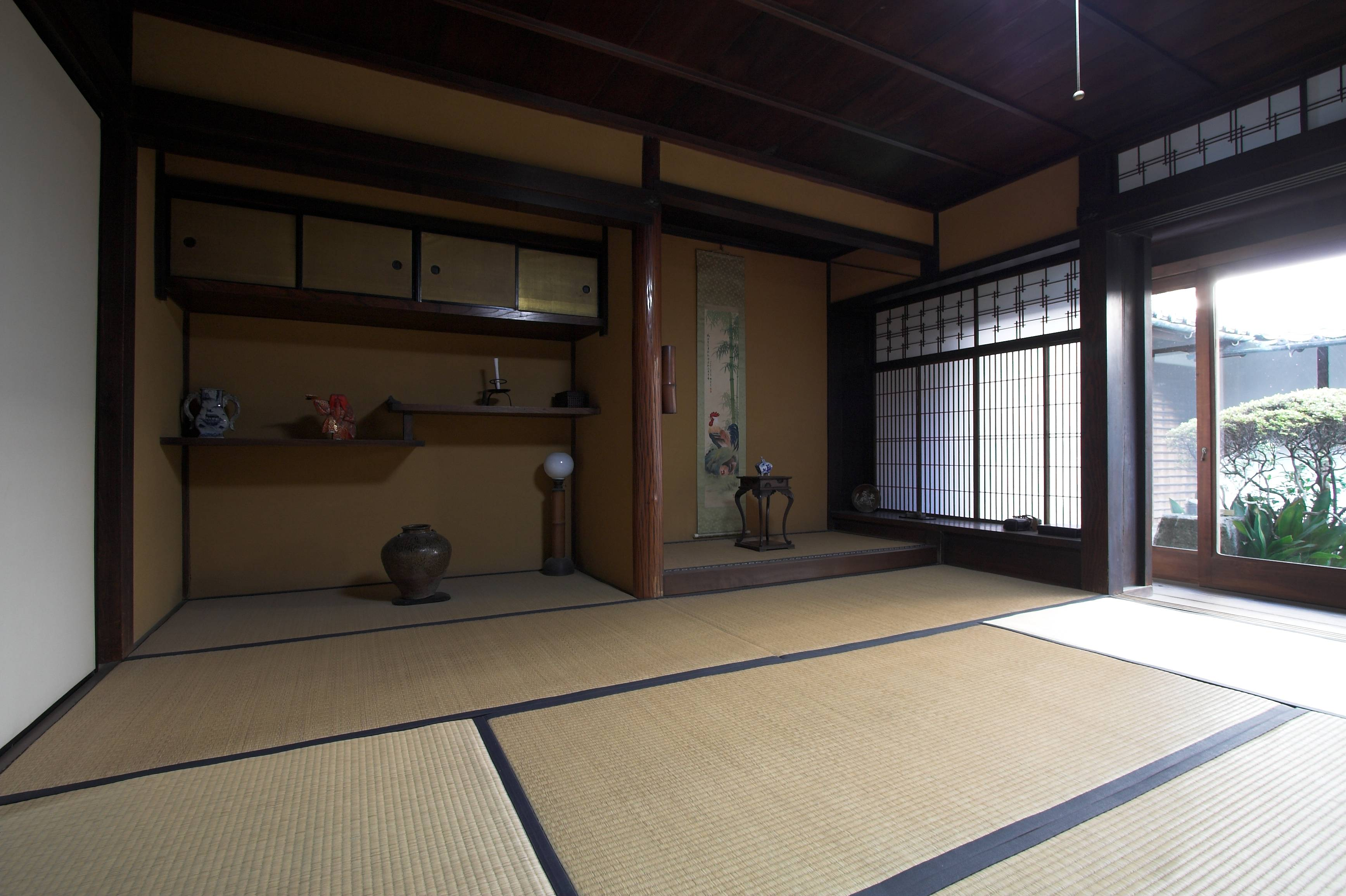
«Кабинетный стиль» оформления японской комнаты

Особенностью стиля является наличие в комнате ниши, углубления в стене, называемое «токонома» (яп. 床の間), параллельных полок «тигаи-дана» (яп. 違い棚), подоконника рядом с нишей и окна с бумажными ставнями и откидной полкой, используемой, как секретер (яп. 付け書院, цукэ-сёин).
Старейшим образцом этого стиля, сохранившимся до сих пор, считается додзинсай (яп. 同仁斎) - сёгунская комната в Восточном Зале, Тогу-До (яп. 東求堂), дзэнского монастыря Гинкаку-дзи, бывшей резиденции сёгуна Асикага Ёсимаса, где расположен знаменитый Серебряный Павильон. Додзинсай считается одной из старейших в Японии комнат, предназначенных для проведения чайной церемонии в стиле Хигасияма (или сёин-тя).
В усадьбах, оформленных в этом стиле, часто имелся японский сад типа тисэн-кайюсики-тэйэн (яп. 池泉回遊式庭園, «прогулочный сад с прудом»).
Сегодня большинство японских традиционных комнат оформляются в «кабинетном стиле». Он является обязательным для чайных, в которых проводят чайную церемонию.